# Битка при Дорилей
Битката при Дорилей се състои по време на Първия кръстоносен поход на 1 юли 1097. На полето близо до днешния град Ескишехир в Анадола кръстоносният отряд на Боемунд Тарентски изгражда походен лагер, който е атакуван от селджукските турци. Кръстоносците контраатакуват и с получените подкрепления отблъскват тюрките, завладявайки техния лагер и съкровищата на румелийския султан Кълъч Арслан I.

### Цитирана литература
- Батаклиев, Г. (1974). Изговор и транскрипция на чужди имена в българския език. – theseus.proclassics.org. Проект „Тезей“, 07.09.2009, https://theseus.proclassics.org/node/116, посетен на 12 януари 2025
- Ришар, Жан. ”История на кръстоносните походи", (превел от френски Веселина Илиева), ИК „Рива“ ISBN 954-320-048-3
- Грусе, Рене „История на кръстоносните походи и Иерусалимското кралство“, том I, част I, ISBN 978-954-584-374-7
- Томов, Тома (2012). Византия – позната и непозната. Издателство на Нов български университет, ISBN 978-954-533-674-2, https://www.academia.edu/39069570/Byzantium_Known_and_Unknown
- Кръстоносни походи (1048 г. до 1291 г.). – БГ Наука. nauka.bg, https://nauka.bg/krstonosni-pohodi-1048-g-do-1291-g/, посетен на 12 януари 2025